# Torakusu Yamaha
 (octobre 2023).
Torakusu Yamaha (山葉 寅楠, Yamaha Torakusu), troisième fils d'un astronome au service du clan Kishu Tokugawa, né en 1851 à Nagasaki est un entrepreneur japonais fondateur de l'entreprise Yamaha. 

## Biographie
À l’âge de vingt ans (époque où le Japon connaît de profondes réformes, abandonnant le régime féodal pour devenir une société moderne) Torakusu part à Nagasaki étudier les mécanismes d’horlogerie et des instruments médicaux puisque c’est la seule ville du pays où il est possible d’entrer en contact avec la culture occidentale. Il s’installe ensuite à Osaka où il travaille dans un magasin de ventes d’appareils médicaux.
A 35 ans, en juillet 1887, il se rend pour la première fois dans la ville de Hamamatsu, dans la préfecture de Shizuoka, afin de réparer du matériel médical dans l’hôpital de la ville. Son travail terminé et puisque la ville lui plaît, il s’y installe, répare des jouets, montres et horloges. C’est alors qu'une école primaire (Jinjou Elementary School) lui confie la réparation d’un orgue défectueux, de marque étrangère et dont on ne dispose pas de pièces de rechange. Torakusu Yamaha découvre rapidement la cause du problème (deux ressorts cassés) et décide alors d’étudier ces mécanismes, dans l’éventualité d’en produire lui-même.
N’ayant pas les finances nécessaires pour mettre en place ce projet, il obtient une aide importante de Toyasaku Fukushima, directeur de l’hôpital de Hamamatsu. Torakusu entame son projet dans un atelier d’une pièce, avec l’aide de Kisaburo Kawai, un ferronnier d'art avec lequel il travaillait auparavant sur les équipements médicaux.
Deux mois après avoir commencé leurs travaux, nait le premier orgue japonais. Des commentaires négatifs incitent Torakusu Yamaha à se rapprocher du département de musique de l’université des arts et musique de Tokyo. Il n’y a pas d’autres choix que de transporter l’orgue sur une distance de 250 km. La critique des professeurs de l’université est sans appel : l’instrument n’est pas mal accordé, mais mal conçu. Torakusu Yamaha pose nombre de questions et se voit accorder le droit d’assister aux cours et lectures pendant un mois sur les diverses théories de la musique. De retour à Hamamatsu, il construit un deuxième orgue dans les deux derniers mois de l’année qui cette fois sera évalué « aussi bon que ceux de l’étranger ». Peu de temps après, il reçoit la commande de sept orgues, dont celle du gouverneur de Shizuoka.
En mars 1888, Torakusu utilise un temple abandonné de Hamamatsu pour la fabrication de ces instruments de musique à vent, avec l’aide de charpentiers et d’ébénistes. Il fonde la société Nippon Gakki Co., Ltd. en 1897 et prend pour symbole un an plus tard, un dessin représentant un phénix chinois tenant dans son bec un diapason. Le phénix disparaîtra et laissera la place à l’association de trois diapasons qui évoquent « les trois ailes de la production, du marketing et de la technologie s’élevant dans le ciel pour découvrir le monde. » C’est également le sigle de Yamaha Motor depuis ses débuts en 1955.
Torakusu Yamaha met en place une unité de fabrication avec des chaînes de montage très modernes pour l’époque, employant des pièces standardisées. En 1889, le ministre de l’Éducation demande ainsi au président de Nippon Gakki d’étudier le système administratif, les conditions de travail et autres techniques avant-gardistes de management. En 1889, Nippon Gakki vend près de 250 orgues aux écoles du pays et étudie la production de pianos, harmonicas, xylophones et jouets. 
Lors de l'Exposition universelle de 1904 qui se tient dans la ville américaine de Saint Louis dans le Missouri, Nippon Gakki qui présente une orgue et un piano, gagne le Honorary Grand Prize. 
En août 1916, Torakusu décède des suites de maladie, à l’âge de 65 ans. Le vice-président Chiyomaru Amano prend sa succession à la tête de l’entreprise.

### Source
- Cet article est partiellement ou en totalité issu de la page « Torakusu Yamaha » , le texte ayant été placé par l’auteur ou le responsable de publication sous la licence Creative Commons paternité partage à l'identique ou une licence compatible.